# Coelioxys inconspicua
Coelioxys inconspicua is een vliesvleugelig insect uit de familie Megachilidae. De wetenschappelijke naam van de soort is voor het eerst geldig gepubliceerd in 1884 door Holmberg.